# Werndl–Holub
O M1867 Werndl–Holub foi um fuzil de retrocarga de tiro único adotado pelo Exército Austro-Húngaro em 28 de julho de 1867. Ele substituiu a conversão de retrocarga Wänzl do fuzil Lorenz de antecarga. Josef Werndl (1831–1889) e Karel Holub (1830–1903) projetaram e patentearam seu fuzil; Werndl mais tarde comprou todos os direitos, mas estava envolvido apenas no nome.
A ÖWG (Österreichische Waffenfabriksgesellschaft) produziu o Werndl e o colocou na câmara para o cartucho 11mm scharfe Patrone M.67 (11,15×42mmR). Em 1877, as forças armadas recarregaram o Werndl para o cartucho 11mm scharfe Patrone M.77 (11,15×58mmR).

## Produção
Em 1867, o exército encomendou 611.000 dos novos fuzis. O primeiro lote de 100.000 fuzis custou 5 milhões de florins, ou 50 florins por fuzil. O exército recebeu 14 milhões de florins em financiamento para adquirir fuzis Werndl e suas munições em 1868. O orçamento foi então cortado para apenas 1 milhão em 1869. Como resultado, em novembro de 1870, apenas 316.650 fuzis Werndl foram produzidos e o exército ainda precisava de 302.810 fuzis adicionais para atender às necessidades das tropas regulares, sem levar em conta as demandas da Landwehr Imperial-Real e da Honvéd Real Húngara. Em fevereiro de 1873, o ministro da guerra Franz Kuhn von Kuhnenfeld declarou a necessidade de mais 370.000 fuzis Werndl para o exército.

## Uso
Apesar do Werndl já estar obsoleto há muito tempo na Primeira Guerra Mundial, as forças austro-húngaras distribuíram fuzis Werndl para unidades de retaguarda para liberar fuzis mais modernos para uso pelas tropas da linha de frente.

## Operadores
- Afeganistão[2]
- Principado da Albânia[3]
- Áustria-Hungria
- Argentina (uso limitado)[4][5]
- Tchecoslováquia
- Império Etíope[6]
- Principado de Montenegro
- Dinastia Cajar[7]

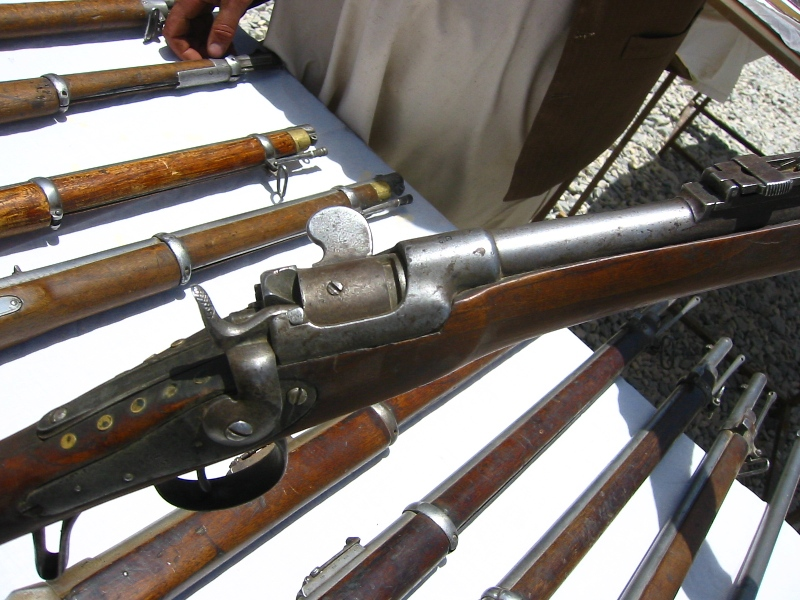
O sistema exclusivo de retrocarga do Werndl

Animação do mecanismo de retrocarga do Werndl

- Legiões polonesas na Primeira Guerra Mundial
- Polónia[8][9][10]
- Fuzileiros Ucranianos de Sich[11]
- Reino da Iugoslávia[12]
- Luxemburgo

## Conflitos
- Guerra do Paraguai (limitado)[13]
- Revolta de Krivošije
- Revolta Herzegovina[14]
- Guerra montenegrina-otomana
- Campanha austro-húngara na Bósnia e Herzegovina
- Batalhas por Plav e Gusinje
- Guerras Civis Argentinas
- Revolta do xeque Ubeydullah[15]
- Revolta Herzegovina (1882)
- Primeira Guerra Ítalo-Etíope[16]
- Primeira Guerra Balcânica
- Segunda Guerra Balcânica
- Primeira Guerra Mundial (limitado)[1]
- Guerra de Independência da Ucrânia (limitado)
- Retomada da Fronteira Checa (limitado)
- Conflito austro-esloveno na Caríntia (limitado)
- Revoluções e intervenções na Hungria (1918–1920) (limitado)
- Guerra Húngara-Tchecoslovaca (limitado)[17]
- Guerra Polaco-Ucraniana (limitado)
- Revoltas na Silésia
- Guerra Polônia-Checoslováquia (limitado)
- Guerra Polaco-Soviética (limitado)[18]